# Teun de Nooijer
Teun Floris de Nooijer (22 marzo 1976) è un hockeista su prato olandese.
Ha partecipato a ben cinque edizioni dei giochi olimpici (1996, 2000, 2004, 2008 e 2012) conquistando quattro medaglie con la nazionale di hockey su prato dei Paesi Bassi.

## Palmarès
Olimpiadi
- 4 medaglie:
  - 2 ori (Atlanta 1996, Sydney 2000)
  - 2 argenti (Atene 2004, Londra 2012)

Mondiali
- 3 medaglie:
  - 1 oro (Utrecht 1998)
  - 2 bronzi (Kuala Lumpur 2002, Delhi 2010)

Europei
- 5 medaglie:
  - 1 oro (Manchester 2007)
  - 3 argenti (Padova 1999, Lipsia 2005, Mönchengladbach 2011)
  - 1 bronzo (Amstelveen 2009)

Champions Trophy
- 11 medaglie:
  - 6 ori (Madras 1996, Lahore 1998, Amstelveen 2000, Colonia 2002, Amstelveen 2003, Terrassa 2006)
  - 2 argenti (Lahore 2004, Chennai 2005)
  - 3 bronzi (Brisbane 1999, Kuala Lumpur 2007, Auckland 2011)